# Tomoya Uemura
Tomoya Uemura (植村 友哉 Uemura Tomoya?, nacido el 19 de mayo de 2000 en Kanagawa) es un futbolista japonés que juega como centrocampista.
En 2019, Uemura se unió al YSCC Yokohama de la J3 League.

## Trayectoria

### Clubes
| Club          | País  | Año    |
| ------------- | ----- | ------ |
| YSCC Yokohama | Japón | 2019 - |

## Estadística de carrera

### J. League
| Club          | Año   | J. League | J. League | Copa J. League | Copa J. League | Total | Total |
| Club          | Año   | Part.     | Goles     | Part.          | Goles          | Part. | Goles |
| ------------- | ----- | --------- | --------- | -------------- | -------------- | ----- | ----- |
| YSCC Yokohama | 2019  | 5         | 0         | -              | -              | 5     | 0     |
| Total         | Total | 5         | 0         | 0              | 0              | 5     | 0     |